# Aenetus virescens
Aenetus virescens is een vlinder uit de familie van de wortelboorders (Hepialidae), die endemisch voorkomt op het Noordereiland van Nieuw-Zeeland.

## Beschrijving
Aenetus virescens is de grootste vlinder van Nieuw-Zeeland, met een spanwijdte bij het vrouwtje tot 150 mm, bij het mannetje tot 100 mm. Er is een duidelijk seksueel dimorfisme. De basiskleur van de voorvleugel is groen, met bij het vrouwtje een bruine of zwarte marmerachtige tekening en bij het mannetje met witte tekening. De achtervleugel is bij het vrouwtje aan de binnenkant bruin-oranje en aan de buitenkant groen, bij het mannetje is de binnenkant wit en de buitenkant groener dan bij het vrouwtje

## Rups
De jonge rups leeft van dood hout en van paddenstoelen. Deze fase duurt zo'n drie maanden. Daarna boort de rups zich in een boom. Aanvankelijk kruipt hij tegen de boom met de kop omhoog, bedekt zich met een net van zijden draden, en gaat dan eten van schors en hout, waarvan hij restjes tegen het net aanplaatst, zodat de rups uiteindelijk onzichtbaar is. De rups boort zich loodrecht de stam in, en maakt een gang die na zo'n 5 mm recht naar beneden afbuigt. De rups groeit uit tot een lengte van 10 cm en een dikte van 15 mm. De duur van de gehele levenscyclus van deze soort is niet precies bekend, maar vermoedelijk bedraagt die minstens drie jaar.